# Sincerely Yours
A Sincerely Yours című dal az ausztrál énekes-dalszerző Kylie Minogue 6. kimásolt kislemeze 14. Golden című stúdióalbumáról. A dalt kislemezen csak Ausztráliában és Új-Zélandon adták ki, ahol a 6. és egyben az utolsó kimásolt felvétel volt az albumról. A dal 2018. november 9-én jelent meg a rádiókban. Más piacokon a "Music's Too Sad Without You" című dal jelent meg, mint az album utolsó kislemeze. A dalt Minogue saját cége a Darenote és a BMG jelentette meg. A "Sincerely Yours" című dalt Minogue, Amy Wadge és Jesse Frasure írta.

## Előzmények és produkció
A "Sincerely Yours" című dal az 5. kimásolt kislemez Minogue 14. stúdióalbumáról, mely 3 perc 28. másodperc játékidejű. A dalt Minogue, Amy Wadge brit énekes-dalszerző, és Jesse Frasure amerikai zenész írta. A dal producere Frasure volt. Ez az egyetlen dal a Golden című albumról, melynek ő volt a producere. Minogue a dalt a rajongóinak szentelte, és a dalt "szerelmes levélként" emlegette a Twitter közösségi oldalán. Szöveg szempontjából a dal arról beszél, hogy Minogue szünetet tart a zenélésben, olyan szövegekkel, mint például a "I Just need a little time to hide".
A dal egy popballada, melyet 2017 júliusában a Tennesse-i Nashville városában való  kéthetes tartózkodás során írta. Ez volt az egyike annak a három dalnak, amelyet a városban rögzítettek. Az album vezető kislemeze a Dancing, illetve az album címadója a Golden. A Billboardnak adott interjúban Minogue úgy jellemezte a három dalt, mint amelyek megkönnyítik a "homesstrech"-et, utalva arra, hogy kreatív iránt találtak a "Golden" létrehozása során. Ezenkívül Minogue tudta, hogy ez a három dal tartós lesz a felvétel során.

## Megjelenés
.

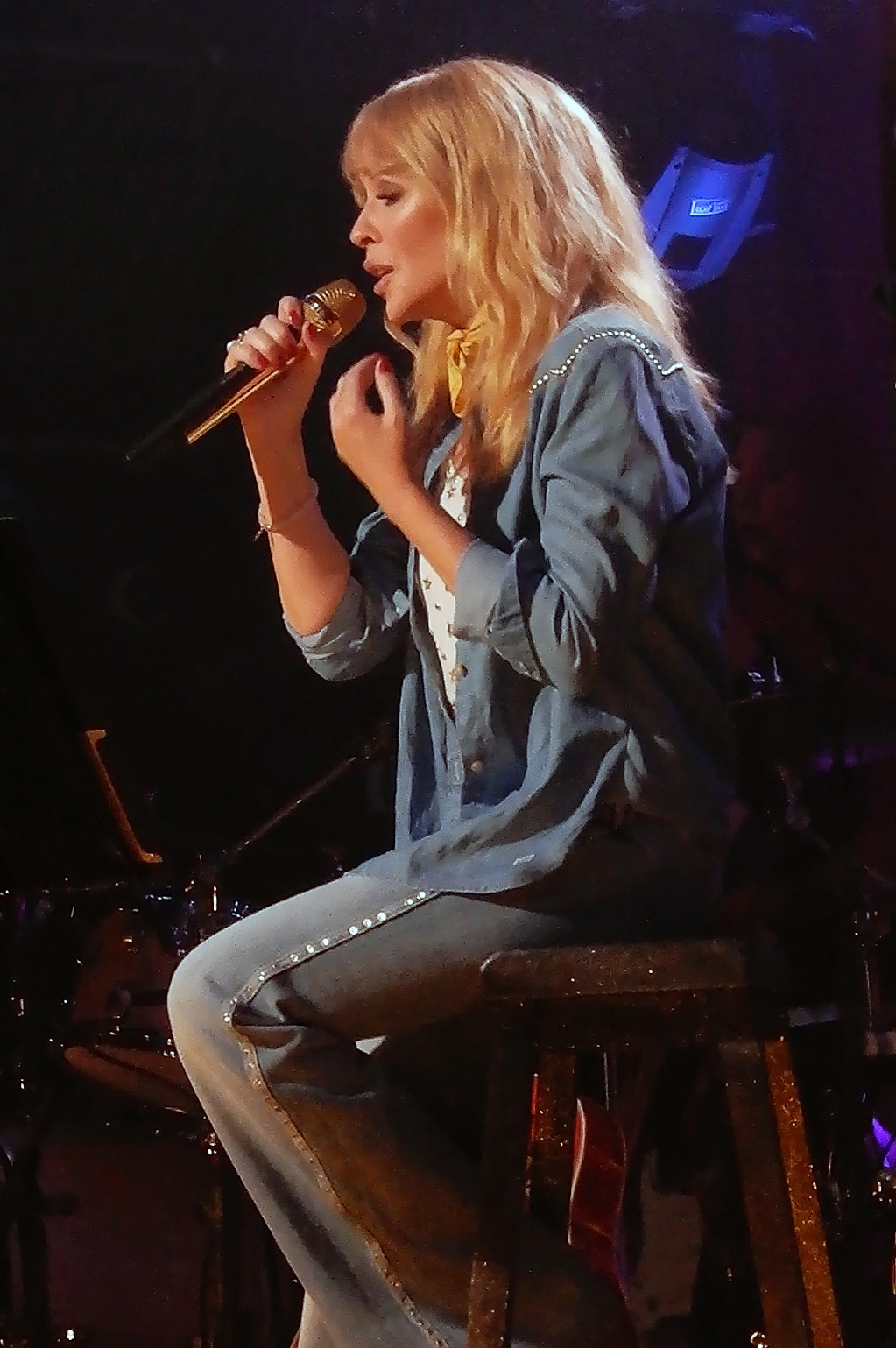
Minogue 2018 márciusában a manchesteri Gorilla helyszínén a Kylie Presents Golden promóciós turné során előadja a dalt

2018 októberében bejelentették, hogy a Music's Too Sad Without You című dal lesz az album 5. és egyben utolsó kislemeze. Az angol énekessel, Jack Savorettivel készült duettet olyan tévéműsorokban való megjelenés támogatta, mint az X-Factor, a Jonathan Ross Show, és a Michael McIntyre Big Show. A "Music's Too Sad Without You" maradt az album utolsó kislemeze a legtöbb piacon, 2018 novemberében azonban bejelentették, hogy a "Sincerely Yours" hatással lesz a kortárs slágerrádiókra Ausztráliában, és Új-Zélandon. Így ez volt az egyetlen olyan kislemez a "Golden" albumról, amelyet nem adtak ki nemzetközi piacon, és az egyetlen olyan dal is, amelyhez nem kapcsolódik videóklip, vagy szöveges videó. Kereskedelmi szempontból a dal nem volt slágerlistás egyetlen nemzetközi slágerlistán sem. Az Official Charts Company 2019 áprilisi adatai szerint a "Sincerely Yours" Minogue 6. legnépszerűbb dal, amely nem jelent meg kislemezen az Egyesült Királyságban.

## Kritikák
A dal vegyes kritikákat kapott a "Golden" megjelenése után. Tim Sendra az AllMusic-tól a dalt a kanadai Tegan és Sara duó zenéjével hasonlította össze a "gyenge" ének miatt. Sal Cinquemani a Slant Magazintól megjegyezte, hogy a dal jól tükrözi Minogue karrierje miatti szorongását. Cinquemani emellett azt javasolta, hogy a dal úgy értelmezhető, mint a rajongók azon kívánsága, hogy Minogue térjen vissza a dance-pop zenei stílusokhoz. Ben Cardez (Pitchfork) negatívan "könnyű"-nek nevezi a dalt, és megjegyezte, hogy a "dal" gyenge húrokat, és vokális horgokat tartalmaz, ami arra utal, hogy Kylie el akarta játszani a "Where Are U Now" című dalt még egyszer. Azonban nem találta meg a helyét.

## Élő előadások
A "Sincerely Yours" felkerült Minogue promóciós koncertkörútjára, a Kylie Presents Golden címűre. A csak kisebb helyszínekre látogató turné öt európai és egy észak-amerikai bemutatóból állt. A dal élőben debütált a turné első bemutatóján, a londoni Café de Parisban 2018. március 13-án. A dal azonban nem szerepelt Minogue 15. koncertkörútján a Golden Tour-on, amely az album elsődleges koncertsorozataként szolgált.

## Megjelenések
| Ország     | Dátum             | Formátum               | Label         | Ref.          |
| ---------- | ----------------- | ---------------------- | ------------- | ------------- |
| Ausztrália | 2018. november 9. | Contemporary hit radio | Liberator BMG | [ 13 ] [ 14 ] |
| Új-Zéland  | 2018. november 9. | Contemporary hit radio | Liberator BMG | [ 13 ] [ 14 ] |